# 베스트 10
베스트 10은 KBO 리그에서 1982년부터 1983년까지 포지션별 최고의 선수 10명에게 주는 상이었다.

## 개요
KBO 리그 출범 이후 1983년까지는 KBO 골든글러브 외에 베스트 10이라는 상도 있었다. 골든글러브는 1982년에는 포지션 별 가장 높은 수비율을 보여준 선수에게 주어졌으며, 1983년에는 투표로 수상자를 뽑았지만 여전히 수비를 보는 경향이 강했다. 반면, 베스트 10은 공수 양면에서 가장 좋은 활약을 보여준 선수에게 주는 상이었기 때문에 요즘으로 따지면 골든글러브를 탈 선수들이 1982년과 1983년에는 베스트 10을 수상했다. 또한 당시 골든글러브는 지명타자는 수상 후보에서 제외했기에 지명타자들은 베스트 10 수상을 노려야 했다. 이후 1984년 골든글러브와 베스트 10이 골든글러브로 통합되며 베스트 10이라는 명칭은 역사 속으로 사라졌다.

## 수상자
| 포지션   | 1982년 | 1983년 |
| -------- | ------ | ------ |
| 투수     | 박철순 | 장명부 |
| 포수     | 이만수 | 김무종 |
| 1루수    | 김봉연 | 김성한 |
| 2루수    | 구천서 | 김인식 |
| 3루수    | 이광은 | 김용희 |
| 유격수   | 오대석 | 김재박 |
| 좌익수   | 이종도 | 김종모 |
| 중견수   | 장태수 | 김일권 |
| 우익수   | 윤동균 | 장효조 |
| 지명타자 | 백인천 | 김봉연 |